# Rigodium tamarix
Rigodium tamarix är en bladmossart som beskrevs av C. Müller 1897. Rigodium tamarix ingår i släktet Rigodium och familjen Lembophyllaceae. Inga underarter finns listade i Catalogue of Life.